# András Schäfer
Pour les articles homonymes, voir Schäfer.
András Schäfer, né le 13 avril 1999 à Szombathely en Hongrie, est un footballeur international hongrois qui évolue au poste de milieu central au Union Berlin.

## Biographie

### En club
Né à Szombathely en Hongrie, András Schäfer est formé par le MTK Budapest, qui lui permet de faire ses débuts en professionnel. Il joue son premier match le 1er avril 2017, lors d'une rencontre de championnat perdue par son équipe face au Gyirmót FC Győr.
En janvier 2019, il est recruté par le Genoa CFC. Il ne joue toutefois aucun match avec l'équipe première.
En janvier 2020, Schäfer est prêté jusqu'à la fin de la saison avec option d'achat au club slovaque du DAC Dunajská Streda,.
Schäfer marque son premier but pour le DAC Dunajská Streda contre le MFK Ružomberok le 17 juin 2020, à l'occasion d'une rencontre de coupe de Slovaquie. Titulaire, il ouvre le score mais les deux équipes se neutralisent (1-1 score final).
Le 20 janvier 2022, András Schäfer rejoint l'Allemagne en s'engageant en faveur de l'Union Berlin.
Schäfer inscrit son premier but pour l'Union Berlin le 7 mai 2022, face au SC Fribourg, en championnat. Entré en jeu, il participe à la victoire de son équipe par quatre buts à un.
Le 24 février 2024, Schäfer marque son deuxième but pour l'Union Berlin, face au FC Heidenheim, en championnat. Titulaire, il donne l'avantage à son équipe en mettant le deuxième but mais le club berlinois se fait finalement rejoindre au score (2-2 score final).

### En sélection
András Schäfer joue son premier match avec l'équipe de Hongrie espoirs le 6 septembre 2019, lors d'un match amical face au Danemark (0-0).
Le 3 septembre 2020, il honore sa première sélection avec l'équipe nationale de Hongrie, lors d'un match de Ligue des nations face à la Turquie. Il entre en jeu à la place de Dávid Sigér (en) et son équipe s'impose par un but à zéro.
En juin 2021 Schäfer est retenu par Marco Rossi, le sélectionneur de la Hongrie, pour participer à l'Euro 2020. Le 23 juin 2021 pour le dernier match contre l'Allemagne, András Schäfer inscrit un but mémorable en 2 touches de balle de la tête : il s'appuie sur son avant-centre Ádám Szalai qui lui prolonge dans la course en une-deux et Schäfer frappe de la tête devançant la sortie du champion du monde Manuel Neuer
En mai 2024, il est sélectionné par Marco Rossi pour participer à l'Euro 2024 avec la Hongrie.